# Quốc kỳ Saint Kitts và Nevis

Quốc kỳ có tỉ lệ: 2:3

Cờ hiệu hải quân của Saint Kitts và Nevis

Lá cờ trong lịch sử của Saint Christopher-Nevis-Anguilla (1967)

Quốc kỳ Saint Kitts và Nevis (tiếng Anh: Flag of Saint Kitts and Nevis) được sử dụng chính thức từ ngày 19 tháng 9 năm 1983, ngày độc lập của quốc gia này. Nó bao gồm hai ngôi sao màu trắng trên một dải chéo màu đen, rìa màu vàng, phân tách nền ra làm hai phần màu xanh lá cây và đỏ. Đây là mẫu cờ thắng giải trong cuộc thi thiết kế quốc kỳ.
Lá cờ này có các màu sắc liên châu Phi, tuy về chính thức những màu sắc này mang ý nghĩa khác : màu xanh lá cây: sự màu mỡ của hòn đảo; màu đỏ: cuộc đấu tranh của người dân khỏi ách nô lệ của chủ nghĩa thực dân để giành độc lập; màu vàng: ánh nắng mặt trời quanh năm; màu đen: nguồn gốc Phi châu của người dân; hai ngôi sao trắng: hy vọng và tự do hoặc Saint Kitts và Nevis .